# Naturschutzgebiet Am Wolfsberg
Das Naturschutzgebiet Am Wolfsberg bei Neustadt an der Weinstraße ist ein drei Hektar großes Naturschutzgebiet in Rheinland-Pfalz.

## Geographische Lage
Das Naturschutzgebiet liegt an einem südwestexponierten Hang über dem Speyerbachtal mit dem Stadtteil Neustadt-Schöntal am westlichen Neustadter Gebirgsrand des Pfälzerwalds, der hier als Haardt bezeichnet wird.

## Geschichte
Über einer Biegung des Speyerbachtals wurde die Wolfsburg errichtet, die 1255 erstmals urkundlich erwähnt wurde. Sie wurde im Dreißigjährigen Krieg zur Ruine. 1847 wurde der Eisenbahntunnel durch den Wolfsberg gebaut.
1925 wurde beantragt, das Gebiet am Wolfsberg unter Naturschutz zu stellen. Die Bekanntmachung der entsprechenden Verordnung erfolgte erst im Dezember 1953, die aktuelle Rechtsverordnung stammt aus dem Jahr 1984.

## Geologie
Auf dem Rotliegend des Speyerbachtals lagert auf der Höhe des Wolfsbergtunnels eine Zechstein-Kalkbank. Darüber liegen die Schichten des unteren Buntsandsteins, des Eck’schen Konglomerats und des mittleren Buntsandsteins.

## Gelände und Boden

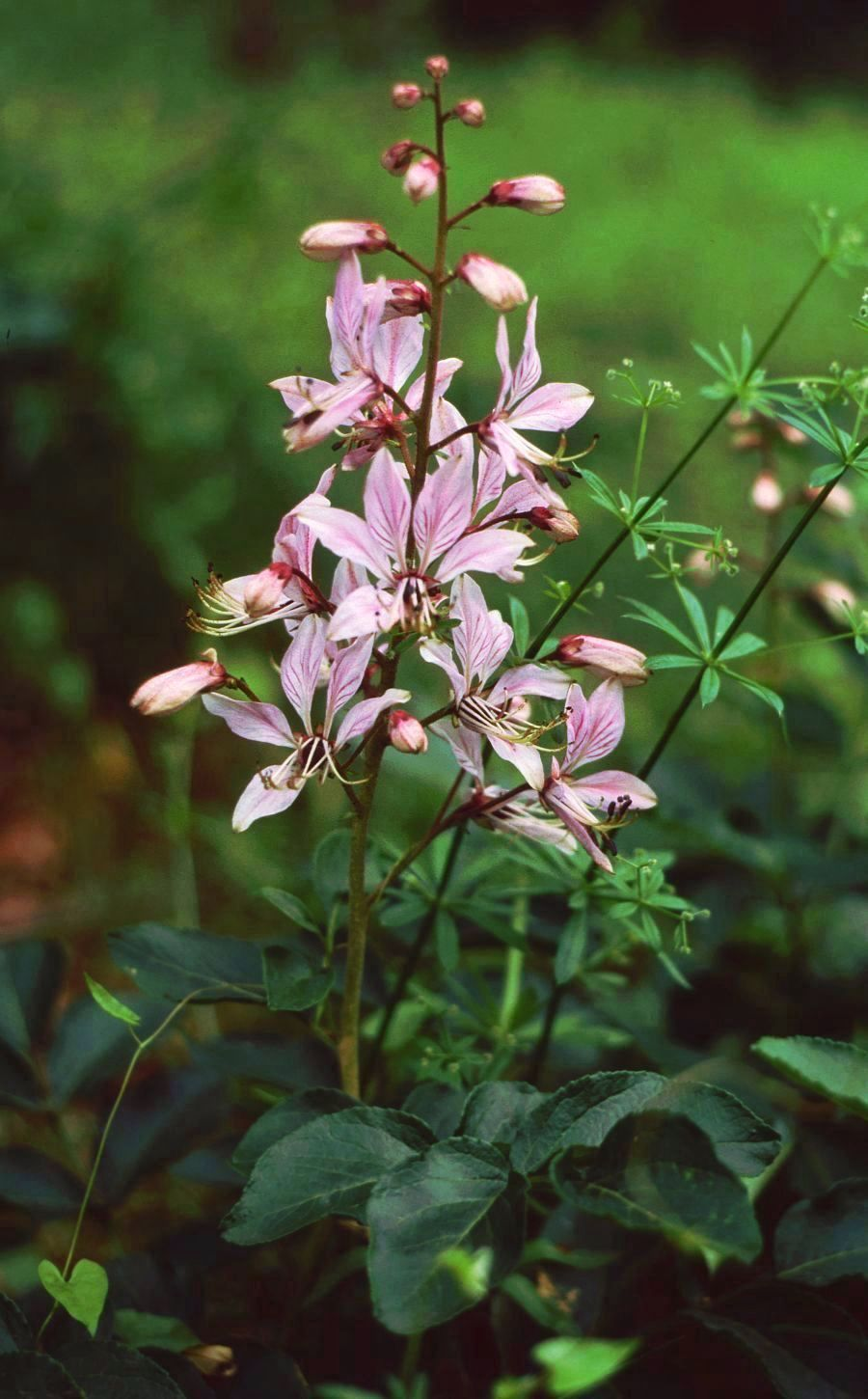
Dictamnus albus

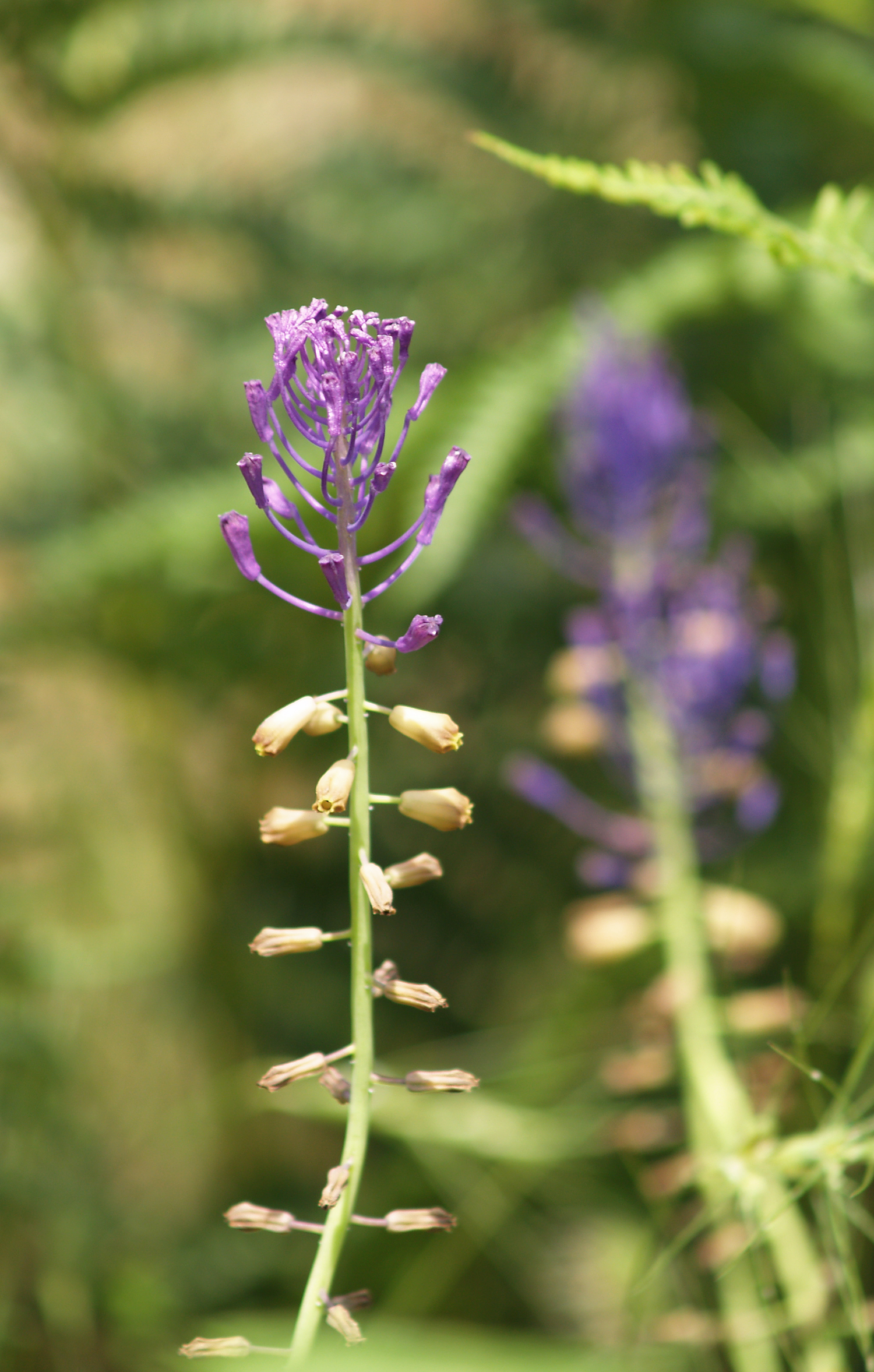
Muscari comosum

Der Wolfsberg weist steile Hänge sowie kleine Felswände ehemaliger Steinbrüche auf. Das Gelände ist durch flachgründige Sandböden geprägt.

## Klima
Das Naturschutzgebiet wird vom ozeanisch-feuchten Klima des Pfälzerwalds und vom milden, trockenen Klima der Rheinebene beeinflusst.

## Flora und Vegetation
Im Gebiet wurden mehrere floristische Untersuchungen sowie eine vegetationskundliche Untersuchung durchgeführt. Über 270 Gefäßpflanzenarten konnten nachgewiesen werden, darunter zahlreiche wärme- und lichtliebende Vertreter; außerdem wurden submediterrane und fremdländische Arten festgestellt. Gefährdete Arten der Roten Liste und geschützte Arten kommen ebenfalls vor.
Neben anthropogen beeinflussten Pflanzengesellschaften wurden typische Waldgesellschaften an den Hängen und eine interessante Durchdringung von Fragmenten zweier Vegetationsgesellschaften der Roten Liste, des Genistello-Phleetum phleoidis und des Geranio-Trifolietum alpestris festgestellt („Steppenheide“, d. h. Trockenrasen, wärmeliebende Staudensäume, Gebüsche oder Trockenwälder, die sich auf Felsgrund mit dünner Feinerdeauflage entwickeln).